# Arnald z Villanovy
Arnold z Villanovy (latinsky Arnoldus de Villa Nova či Villanovanus, katalánsky Arnau de Vilanova, vlastním jménem Arnoldo Bachuone, 1235/1240 — 1311 na moři u Janova) byl lékař, diplomat a podle mnohých autorů také alchymista katalánského původu.

## Biografie
Není jisté, zda Vilanova, z níž pocházel, leží v Aragónu nebo Valencii. Kolem roku 1260 studoval medicínu v Montpellier, kde později ke konci století přednášel. Brzy po získání jména v alchymistických kruzích začal být pronásledován inkvizicí pro údajnou astrologii a magii. Uprchl zprvu do Paříže, později do Itálie. V roce 1312 byl (přes církevní pronásledování) vyslán jako lékař k těžce nemocnému papeži Klementovi V., při cestě na moři ale zemřel.
Jsou mu připisovány rozsáhlé alchymistické spisy, zejména Filosofický růženec (Rosarius philosophorum), který patří k základním dílům alchymické nauky. Tyto texty velmi ovlivnily koncept kamene mudrců a poprvé mu připisovaly léčivé vlastnosti. Díky drobnějším spisům v katalánštině (ač běžně psal spíše v latině) patří také k zakladatelům katalánské prózy.